# Derolus argentifer
Derolus argentifer är en skalbaggsart som beskrevs av Maurice Pic 1904. Derolus argentifer ingår i släktet Derolus och familjen långhorningar. Inga underarter finns listade i Catalogue of Life.